# Wspólnota administracyjna Fladungen
Wspólnota administracyjna Fladungen – wspólnota administracyjna (niem. Verwaltungsgemeinschaft) w Niemczech, w kraju związkowym Bawaria, w rejencji Dolna Frankonia, w regionie Main-Rhön, w powiecie Rhön-Grabfeld. Siedziba wspólnoty znajduje się w mieście Fladungen. Przewodniczącym jej jest Robert Müller.
Wspólnota administracyjna zrzesza jedną gminę miejską (Stadt) oraz dwie gminy wiejskie (Gemeinde): 
- Fladungen, miasto, 2 165 mieszkańców, 46,37 km²
- Hausen, 702 mieszkańców, 24,21 km²
- Nordheim vor der Rhön, 1 092 mieszkańców, 16,56 km²